# Сент-Джордж (Юта)
Сент-Джордж (англ. St. George) — город на юго-западе штата Юта, США. Административный центр округа Вашингтон. Расположен вблизи границы со штатом Аризона.

## География и климат
Общая площадь города составляет 168 км², 1,2 км² из которых приходится на открытые водные пространства. Город расположен в северо-восточной части засушливой пустыни Мохаве, большая его часть расположена ниже отметки в 900 м над уровнем моря. Окружающие ландшафты по большей части скалистые и песчаные.
Климат субтропический и в целом значительно теплее, чем в большей части Юты. Средняя температура декабря составляет 5,2 °С, средняя температура июля — 31,1 °С. Зимними ночами возможны заморозки. Солнечных дней в году — более 300. Среднегодовое количество осадков составляет 224 мм, распределение их по месяцам года достаточно равномерное. С середины июля до середины октября часто имеют место сильные грозы.

## История
Город был основан в 1861 году Бригамом Янгом, главой Церкви Иисуса Христа Святых Последних Дней (мормонов), его жители первоначально занимались выращиванием хлопка, однако в скором времени хлопководство здесь показало себя неконкурентоспособным, по причине чего жителям пришлось от него отказаться. Город получил своё название в честь Джорджа Смита, апостола мормонской церкви. В апреле 1877 года здесь открылся мормонский храм, на сегодняшний день являющийся старейшим непрерывно действующим культовым сооружением данной церкви.
В начале 1950-х годов окрестные территории подверглись радиационному заражению вследствие проводившихся правительством США ядерных испытаний, ввиду чего среди населения вплоть до 1980-х годов был высок процент заболеваемости раком. В январе 2005 года город пострадал от сильного наводнения.

## Население и экономика
В 2005 году Сент-Джордж был признан вторым самым быстрорастущим городом США. В 2012 году его население оценивалось в 75 561 человек (8-я строчка в списке крупнейших городов штата). Расовый состав населения, по данным переписи, был следующим: белые —87,2 %, афроамериканцы — 0,7 %, коренные американцы — 1,5 %, азиаты — 0,8 %, уроженцы Гавайев и тихоокеанских островов — 1,0 %, представители смешанных рас и прочих рас — 8,9 %, латиноамериканцы (любой расы) — 12,8 %. Средний возраст жителя составлял 31 год.
Основой экономики города в настоящее время является туризм. В Сент-Джордже расположен муниципальный аэропорт.